# Alfonsine
Alfonsine är en ort och kommun i provinsen Ravenna i regionen Emilia-Romagna i Italien. Kommunen hade 11 938 invånare (2018).